# Świadectwo urodzenia
Świadectwo urodzenia (lett. "Certificato di nascita") è un film a episodi del 1961 diretto da Stanisław Różewicz. Il film si compone di tre diverse storie, ambientate a Varsavia durante la Seconda guerra mondiale, che descrivono la vita durante l'occupazione nazista vista attraverso gli occhi dei bambini.

## Trama

### Na drodze
Titolo italiano: Sulla strada
Il primo episodio è ambientato nel settembre 1939, poco dopo l'invasione tedesca della Polonia. Un bambino di nome Janek incontra il soldato Józef rimasto solo dopo che il suo reggimento è stato sconfitto dalle truppe naziste. I due si mettono in marcia e assistono da lontano, e impotenti, alle violenze dei militari tedeschi, e procedono in un paesaggio desolato. Alla fine, dopo aver bruciato i documenti che portava con sé, il soldato imbraccia un fucile e affronta in uno scontro impari le milizie naziste, mentre Janek scappa via in preda alla paura.

### List z obozu
Titolo italiano: Lettera dal campo
Il secondo episodio si incentra sulla vita di tre bambini Zbyszek, Heniek e Jacek. Il maggiore si prende cura dei fratellini che rimangono a casa mentre lui va in città a procacciarsi del cibo. Un giorno, un soldato sovietico fugge da un campo di prigionia e cerca un rifugio nell'abitazione dei tre fratelli: riceve in dono quel po' di cibo che c'è in casa e gli stivali del padre dei bambini, prima di continuare la sua fuga.

### Kropla krwi
Titolo italiano: Goccia di sangue
La piccola Mirka esce tra le macerie di un edificio abbandonato nel ghetto ebraico, dopo che i suoi residenti sono stati deportati dai nazisti. Mirka si mette alla ricerca del dottor Orzechowski, vecchio amico di suo padre, che le dà una nuova identità: con i nuovi documenti, il dottore riesce a nasconderla in un orfanotrofio in provincia. Un giorno due militari nazisti, sulle tracce dei bambini ebrei sfuggiti alla deportazione, fanno un controllo nella struttura dove è nascosta Mirka e, dopo averla sottoposta a dei test, concludono che la bimba abbia la fisionomia e il portamento di un essere ariano, e decidono di portarla con loro per darla in affido a una famiglia tedesca.

## Produzione

### Riprese
Le riprese del film sono state effettuate a Łódź, Spała, Piotrków Trybunalski e nei pressi del fiume Pilica.

## Distribuzione
Il film è stato distribuito in Polonia a partire dal 2 ottobre 1962.

## Riconoscimenti
Il film è stato accolto con favore dalla critica e ha vinto il premio FIPRESCI a Cannes nel 1962.